# 아시안 하이웨이 7호선
아시안 하이웨이 7호선(Asian Highway 7,)은 러시아의 예카테린부르크를 기점으로 하여 카자흐스탄, 키르기스스탄, 우즈베키스탄, 타지키스탄, 아프가니스탄을 거쳐 파키스탄의 카라치를 종점으로 하는 총 연장  5,868 km의 아시안 하이웨이 중 하나이다.

## 같이 보기
- 아시안 하이웨이
- 유럽 고속도로